# Shelby Woo, indagini al computer
Shelby Woo, indagini al computer (The Mystery Files of Shelby Woo) è una serie televisiva statunitense e canadese in 41 episodi trasmessi per la prima volta nel corso di 4 stagioni dal 1996 al 1998.
È una serie poliziesca gialla incentrata sulle vicende di Shelby Woo, un'aspirante investigatrice che vive con suo nonno Mike (interpretato da Pat Morita).

## Trama
Cocoa Beach, Florida. Shelby Woo è una ragazza che vive con suo nonno Mike, un criminologo in pensione che si presta ogni tanto a collaborare con il locale dipartimento di polizia. Anche Shelby aiuta gli investigatori, di tanto in tanto interessandosi a qualche caso e cercando di risolverlo con l'aiuto degli amici e del nonno. I suoi supervisori al dipartimento, tuttavia, non apprezzano il suo aiuto, dato che è solo un'adolescente e anche il nonno spesso le ricorda che non sono investigatori. Nella quarta stagione nonno e nipote si trasferiscono a Boston dove continuano la loro attività amatoriale di investigatori.

## Personaggi e interpreti
- Shelby Woo (41 episodi, 1996-1998), interpretata da Irene Ng.
- Mike 'Grandpa' Woo (28 episodi, 1996-1998), interpretato da Pat Morita.
- Noah Allen (21 episodi, 1996-1997), interpretato da Adam Busch.
È un amico di Shelby (fino alla terza stagione).
- Cindy Ornette (21 episodi, 1996-1998), interpretata da Preslaysa Edwards.
- Detective Whit Hineline (21 episodi, 1996-1998), interpretato da Steve Purnick.
- Detective Sharon Delancey (20 episodi, 1997-1999), interpretata da Ellen David.
- Vince Rosania (20 episodi, 1997-1999), interpretato da Noah Klar.
È un'amica di Shelby.
- Angie Burns (18 episodi, 1998-1999), interpretata da Eleanor Noble.
È un'amica di Shelby.
- Ufficiale (14 episodi, 1997), interpretato da Kokoa Woodget Aubert.
- Detective Muldoon (12 episodi, 1997-1998), interpretato da Angelo Tsarouchas.
- Will (6 episodi, 1996-1997), interpretato da Joshua Harto.

### Guest star
Tra le guest star: Christian Tessier, Adam MacDonald, Sarah Edmondson, Joshua Harto, Peter Paul DeLeo, Scott Silveira, Kathy Karol, Kaleo Quenzer, Peggy O'Neal, Tim Goodwin, Cap Pryor, Jennifer Badger, Scott Schessow, Jeremy Smith, Anthony Sago, Andie Karvelis, Chad Bonsack, Suzanne Lukather, Steve Holland, Katie Prestwood, Ashley Hull, Terry Evans-Hays, John Adjemian, T. K. Anthony, Randall Miller, Elaine Kussak, Seth Womble, Bill Falkenstein.

## Produzione
La serie, ideata da Alan Goodman, fu prodotta da CINAR e girata a Montréal in Canada.

### Registi
Tra i registi sono accreditati:
- Maggie Greenwald in 9 episodi (1996-1997)
- Allison Liddi-Brown in 8 episodi (1997-1998)
- Adam Weissman in 8 episodi (1998)
- Chuck Vinson in 6 episodi (1996-1997)
- Lorette Leblanc in 5 episodi (1998)
- Jean-Marie Comeau in 2 episodi (1998)

### Sceneggiatori
Tra gli sceneggiatori sono accreditati:
- Alan Goodman in 40 episodi (1996-1998)
- James Ponti in 8 episodi (1996-1998)
- Suzanne Collins in 6 episodi (1997-1998)
- Edith Rey in 5 episodi (1997-1998)
- Susan Kim in 3 episodi (1997-1998)
- Carin Greenberg Baker in 2 episodi (1996)

## Distribuzione
La serie fu trasmessa negli Stati Uniti dal 16 marzo 1996 al 25 ottobre 1998 sulla rete televisiva Nickelodeon. In Italia è stata trasmessa dal 1998 su RaiUno con il titolo Shelby Woo, indagini al computer.

## Episodi
| Stagione         | Episodi | Prima TV USA |
| ---------------- | ------- | ------------ |
| Prima stagione   | 6       | 1996         |
| Seconda stagione | 7       | 1997         |
| Terza stagione   | 7       | 1997         |
| Quarta stagione  | 20      | 1998         |